# St Mary Woolchurch Haw
 (décembre 2023).
Si vous disposez d'ouvrages ou d'articles de référence ou si vous connaissez des sites web de qualité traitant du thème abordé ici, merci de compléter l'article en donnant les références utiles à sa vérifiabilité et en les liant à la section « Notes et références ».

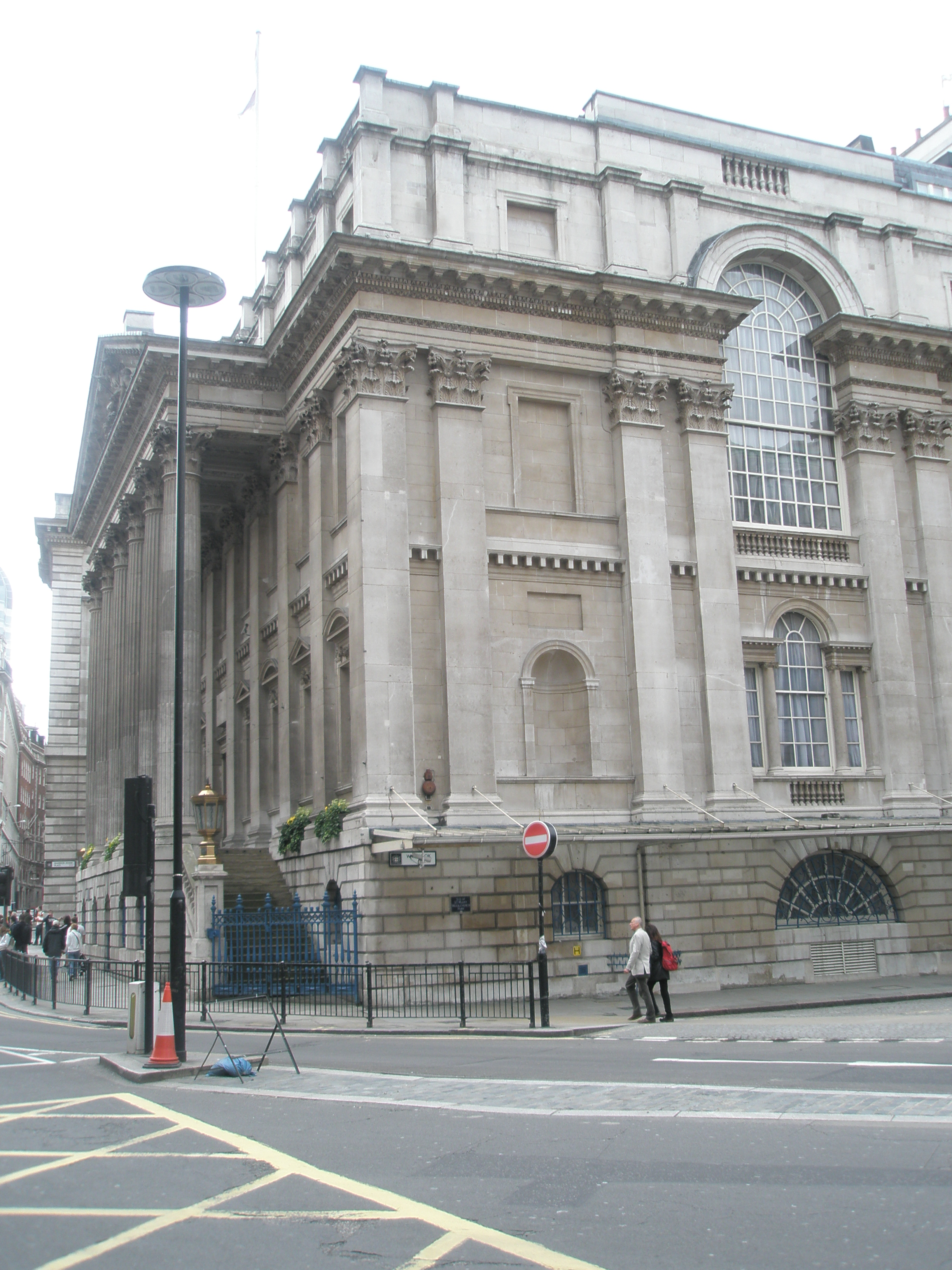
Mansion House, occupant aujourd'hui l'emplacement où se trouvait l'église de St Mary Woolchurch Haw.

L'église St. Mary Woolchurch Haw était autrefois une église située dans la City de Londres. Son histoire remonte au Moyen Âge ;  détruite en 1666 lors du grand incendie de Londres, elle n'a jamais été reconstruite.

## Histoire
St. Mary Woolchurch Haw était dédiée à la Vierge Marie et était située sur Lombard Street, l'une des principales rues du quartier financier de la City. Le nom de l'église est une combinaison de « Woolchurch », qui fait référence à la laine, et « Haw », un terme ancien signifiant enclos ou bâtiment.
L'église a été initialement construite au XIIIe siècle et a subi plusieurs rénovations au fil des siècles. Cependant, lors du Grand incendie de Londres en 1666, une grande partie de la ville a été détruite, y compris St. Mary Woolchurch Haw. La reconstruction de la ville après l'incendie a conduit à la création de nombreuses nouvelles églises, mais St. Mary Woolchurch Haw n'a pas été reconstruite.
Aujourd'hui, il ne reste que peu de traces physiques de l'église. La paroisse a été absorbée par celle de St. Edmund, King and Martyr, et le site original de St. Mary Woolchurch Haw est occupé par des bâtiments modernes. Cependant, son histoire et son existence passée font partie intégrante du riche patrimoine de la City de Londres.